# Электрический аппарат
Электрический аппарат — электротехническое устройство, предназначенное для управления электрическими и неэлектрическими устройствами, а также для защиты этих устройств от режимов работы, отличных от нормального.

## Классификация
Ввиду большого разнообразия электрических аппаратов и возможности выполнения одним аппаратом нескольких различных функций нет возможности провести строгую классификацию их по какому-то признаку. Обычно электрические аппараты разделяют по основной выполняемой ими функции. Таким образом, можно выделить группы:

### По назначению

#### Коммутационные
Коммутационные аппараты служат для различного рода коммутаций (включений, отключений). К коммутационным аппаратам относятся разъединители, рубильники, переключатели, силовые выключатели и т. д.

#### Защитные
Защитные аппараты предназначены для защиты электрических цепей от ненормальных режимов работы, таких как, например, перегрузка или короткое замыкание, нарушение последовательности фаз, обрыв фазы. К защитным аппаратам относятся различного рода автоматы и предохранители, а также защитные реле — например, реле контроля фаз, дифференциальные реле и др.

#### Ограничивающие
Основное предназначение ограничивающих электрических аппаратов — ограничение токов короткого замыкания и перенапряжений. К этим аппаратам относятся реакторы, разрядники, ограничители перенапряжений.

#### Пускорегулирующие
Пускорегулирующие аппараты предназначены для управления различного рода электроприводами или для управления промышленными потребителями энергии. К этой группе относятся контакторы, пускатели, реостаты и пр.

#### Контролирующие
Задача контролирующих аппаратов — контроль заданных параметров (напряжение, ток, температура, давление и пр.). К этой группе относятся реле и датчики.

#### Регулирующие
Аппараты этой группы служат для регулирования заданного параметра системы. К ним относятся, например, стабилизаторы.

### По напряжению
- Аппараты низкого напряжения  (до 1 кВ)
- Аппараты высокого напряжения (1 кВ и выше)

### По роду тока
- Постоянного тока
- Переменного тока

### По другим признакам
К этим признакам можно отнести исполнения, быстродействие, границы защищаемых или контролируемых участков и пр.

## Требования к электрическим аппаратам
Каждый электрический аппарат должен удовлетворять ряду требований. К этим требованиям относятся:

### Термическая стойкость
Аппарат должен длительное время выдерживать нагревание, происходящее за счет протекания по нему электрического тока.

### Электродинамическая стойкость
Аппарат должен выдерживать кратковременные не номинальные режимы электрической сети, такие, как короткое замыкание или перегрузка.

### Другие требования
К ним относятся ряд индивидуальных требований, касающихся специфики работы аппарата. Кроме того, аппарат должен иметь по возможности меньшие габариты, массу и стоимость, он должен быть простым в эксплуатации и быть надежным.